# 兜沙鼠
兜沙鼠（學名Desmodilliscus braueri）是鼠科中的一個物種，也是兜沙鼠屬(Desmodilliscus)下的唯一物種。發現於布吉納法索、喀麥隆、查德、馬利、毛利塔尼亞、尼日、奈及利亞、塞內加爾以及蘇丹。